# Auslieferungsabkommen
Ein Auslieferungsabkommen ist ein völkerrechtlicher Vertrag zwischen zwei Staaten oder Staatenverbunden (z. B. die EU) über die Auslieferung von jeweils eines im anderen Land per Haftbefehl gesuchten Verdächtigen.
Auslieferungsabkommen sind regelmäßig bilateraler Natur. In einem Auslieferungsabkommen wird geregelt, bei welchen Straftaten und welcher zu erwartender Strafe ein Verdächtiger ausgeliefert wird.
Ein Beispiel für ein wichtiges Auslieferungsabkommen ist das im Juni 2003 zwischen der Europäischen Union und den Vereinigten Staaten geschlossene Abkommen, das im Oktober 2009 durch ein neues Abkommen ersetzt wurde. Verdächtige aus einem EU-Land werden nach dem neuen Abkommen nur dann in die Vereinigten Staaten ausgeliefert, wenn ihnen dort nicht die Todesstrafe droht. Für Fälle, in denen mit dem jeweiligen Land keine Abkommen vorliegen, regelt zum Beispiel in Deutschland das Gesetz über die internationale Rechtshilfe in Strafsachen, in Österreich das Auslieferungs- und Rechtshilfegesetz und in der Schweiz das Rechtshilfegesetz das Verfahren.